# Celama aurea
Celama aurea är en fjärilsart som beskrevs av Lucas 1959. Celama aurea ingår i släktet Celama och familjen trågspinnare. Inga underarter finns listade i Catalogue of Life.